# Gare de Miécaze
La gare de Miécaze est une ancienne gare ferroviaire française, des lignes de Souillac à Viescamp-sous-Jallès et de Bourges à Miécaze. Elle est située au lieu-dit La Gare, près du hameau de Miécaze, sur le territoire de la commune de Saint-Étienne-Cantalès, dans le département du Cantal en région Auvergne-Rhône-Alpes
Elle est mise en service en 1891 par la Compagnie du chemin de fer de Paris à Orléans (PO). Elle est fermée en 1994 par la Société nationale des chemins de fer français (SNCF).

## Situation ferroviaire
Établie à 534 mètres d'altitude, l'ancienne gare de bifurcation de Miécaze est située au point kilométrique (PK) 693,391 de la ligne de Souillac à Viescamp-sous-Jallès (en service), entre les gares ouvertes de Laroquebrou et de Viescamp-sous-Jallès, elle était également le terminus de la ligne de Bourges à Miécaze (dont la moitié sud est aujourd'hui fermée).

## Histoire
En 1881, la « halte de Miécaze » est projetée au point de rencontre entre la ligne venant de Mauriac et la ligne d'Aurillac à Saint-Denis-lès-Martel. En 1884, la « halte de Miécaze » est l'un des arrêts de la ligne, en construction, d'Aurillac à Saint-Denis-lès-Martel. « Il est prévu qu'elle soit desservie par le chemin vicinal ordinaire no 1 de Saint-Étienne-Cantalès, chemin qui part de la route nationale no 120, près Avise-Toi, et aboutit au chemin de grande communication no 8, près de Labro ; ce chemin est dévié au Rocaniou et aboutit à la halte en se raccordant avec l'avenue à construire par le service du chemin de fer ».
La gare de Miécaze est mise en service le 11 mai 1891 par la Compagnie du chemin de fer de Paris à Orléans (PO), lorsqu'elle ouvre à l'exploitation la ligne entre Aurillac et Saint-Denis-près-Martel. Elle devient une gare de bifurcation le 24 décembre 1891 avec l'ouverture de la ligne de Mauriac à Miécaze. 
Miécaze dispose d'un bâtiment voyageurs rectangulaire avec un étage. Au rez-de-chaussée on trouve, une salle d'attente, un bureau des billets, une consigne, une chambre et une cuisine. Il y a également un petit bâtiment qui abrite la lampisterie et des toilettes, un abri est situé sur le quai opposé. Gare de bifurcation pour des lignes à voie unique, c'est également une gare de croisement avec deux voies et deux quais.
En 1908, la recette des départs de « Miécaze » est de 4 725 francs, impôts compris, et en 1912 elle est de 4 661 francs.
En septembre 1990 la gare dispose encore de deux voies et deux quais.
Elle est sans doute fermée en 1994, par la SNCF, lors de la fermeture de la ligne de Bourges à Miécaze.

## Service des voyageurs
Gare fermée.

## Patrimoine ferroviaire
L'ancien bâtiment voyageurs est devenue une propriété privée.